# Eugen Franz Renwart
Eugen Franz Renwart (* 24. Oktober 1885 in Bozen; † 26. Oktober 1968 in München) war ein deutscher Landschaftsmaler des Impressionismus.

## Leben
Am 24. Oktober 1885 wurde Eugen Franz Renwart als Sohn deutscher Eltern in Bozen (Tirol) geboren. Ein Jahr später übernahm der Vater den Posten des Hoteldirektors im Deutschen Kaiser in München, welcher von nun an zum Wohnort von Eugen Franz Renwart wurde.
Nach Realschule und Banklehre sollte Renwart auf Wunsch des Vaters das Hotelfach erlernen. Das Interesse für die Kunst wurde bereits durch die Verbindungen des Vaters zu namhaften Künstlern geweckt. Sein Vater besuchte mit ihm Ausstellungen, erwarb Gemälde und unterstützte unter anderen die Künstler Josef Futterer und dessen Bruder August Futterer. Doch sein Wunsch, auch Kunstmaler zu werden, wurde von seinem Vater vehement abgelehnt. Letztendlich schickte ihn sein Vater 1903 nach Paris um das Hotelfach zu erlernen. Anstatt diesen Beruf zu ergreifen, kopierte er im Louvre in Paris und hatte gute Kontakte zu den späten Impressionisten. Anschließend reiste er nach England und machte dort seine ersten Naturstudien an der englischen Kanalküste vor Dover. Zu seinen Studienobjekten gehörten die Bilder des Meeres und der Felsen unterhalb des Shakespeare Cliffs. Zurückgekehrt nach München konnte er seinen Vater davon überzeugen, Maler zu werden.
Seine Ausbildung erhielt Renwart in den privaten Malschulen von Koken und Moritz Heymann in München. 1913 ging er an die Akademie in München zu Prof. Peter von Halm für Zeichnung und Radierung und anschließend zu Prof. Franz von Stuck. Im Krieg von 1914/18 diente Renwart im Königlich Bayerischen 1. Schwere-Reiter-Regiment im Kurland und im Baltikum. Anschließend setze er sein Studium bei Professor Franz von Stuck fort. In seinem eigenen Lebenslauf schrieb er über die folgende Zeit: „... aber die Liebe zur Landschaft, Bergen, Wasser und Himmel sowie die Romantik alter Häuser oder die Anatomie eines Baumes, waren doch stärker als das Figürliche.“
Renwart war ein freischaffender Künstler geworden, mit allen Höhen und Tiefen. Seine geliebte Frau, die einen kleinen Sohn mit in die Ehe gebracht hatte, schenkte ihm noch drei weitere Kinder. Trotz manch karger Wochen ist die glückliche und fröhliche Familie nicht der Armut verfallen. Jährliche Sommerfrische im Gebirge, gemeinsame ausgedehnte Maltouren, schöne Atelierfeste und das Vertrauen zueinander festigten das Familienleben. Das Atelier befand sich in Schwabing. Gemalt hat Renwart mit Vorliebe in der Au, Giesing und Haidhausen, aber auch in anderen Stadtteilen Münchens, wo immer die alte Bausubstanz mit „Seele“ anzutreffen war. Darüber hinaus führten ausgedehnte Reisen mit der Bahn oder überwiegend mit dem Fahrrad auf der Suche nach neuen Motiven durch ganz Deutschland. Sein besonderes Interesse galt auch dem Alpenvorland und Gebirge. So entstand eine Vielzahl von Aquarellen und Ölgemälden. Er verkehrte viel mit einheimischen Künstlern wie Karl Blocherer, Hannes Schmucker, Lothar Dietz und Robert Jakob Bock.
Am 26. Oktober 1968 Jahre starb Eugen Franz Renwart im 84. Lebensjahr. Bis zuletzt war er jeden Tag auf der Suche nach Motiven und malte oft bei großer Kälte um die Stimmung einzufangen. Der größte Teil seiner Werke entstand vor Ort in der Natur.
Renwart war Mitglied im Deutschen Künstlerverband Die Juryfreien, im Feldgrauen Künstlerbund München, im Berufsverband Bildender Künstlerinnen und Künstler Landesverband Bayern e.V. (BBK Bayern) sowie bei der Neuen Münchner Künstlergenossenschaft (NMKG, NM).
Einige seiner Werke befinden sich heute im Besitz des Freistaates Bayern und der Stadt München (Münchner Stadtmuseum und Städtische Galerie im Lenbachhaus) sowie in regionalen Heimatmuseen.

## Ausstellungen
1922 ging eine seiner Wanderausstellungen durch mehrere Deutsche Kunstvereine und Galerien. Weiter wurden seine Werke in den Kunstvereinen Halle an der Saale, Nordhausen, Frankfurt am Main und im Münchner Glaspalast ausgestellt. Beim Brand des Münchner Glaspalasts am 6. Juni 1931 wurden zwei seiner Gemälde vernichtet.
Ständig gezeigt wurden seine Werke im Berufsverband Bildender Künstlerinnen und Künstler Landesverband Bayern e.V. (BBK Bayern) in München im Haus der Kunst, in viel beachteten Gedächtnisausstellungen in Pfaffenhofen an der Ilm sowie in München und in Lorenzenberg.

## Werke (Auswahl)
- Winterlandschaft, 1962 (Ölgemälde) 60 × 80 cm, Privatbesitz
- München Paulanerplatz, 1949 (Aquarell) 46 × 56 cm, Städtische Galerie im Lenbachhaus
- Blumenstillleben 1967 (Ölgemälde) 80 × 60 cm, Privatbesitz